# 派厄尼爾 (密蘇里州)
派厄尼爾（英語：Pioneer）是位於美國密蘇里州巴里縣的非建制地區。

## 歷史
派厄尼爾的郵局於1883年設立，其後於1934年停運。

## 地理
派厄尼爾所處的海拔為高於海平面363米（即1191英呎），而該地所採用的時區為UTC-6，即北美中部時區（CST）。同時該地設有夏令時間，為UTC-6調快一小時，即UTC-5（CDT）。